# Небесне гірництво
Небесне гірництво: Незліченні багатства з астероїдів, комет і планет (англ. Mining the Sky: Untold Riches from the Asteroids, Comets, and Planets) — книга 1997 року почесного професора планетарних наук Університету Аризони Джона Льюїса, яка описує можливі шляхи використання позаземних ресурсів для Землі або для колонізації космосу. Кожне питання або пропозиція оцінена з точки зору впливу на людство, фізики та економічної доцільності. Наприклад, у розділі 5 («Астероїди та комети на нашому задньому дворі») вичерпно каталогізовано типи навколоземних об'єктів з погляду ймовірної шкоди від їхніх можливих зіткнень із Землею та з погляду економічного потенціалу їх використання.
Щоб проілюструвати цей потенціал, Льюїс робить оцінку за порядком величини для економічної цінності найменшого відомого металевого (типу М) навколоземного астероїда 3554 Амун. За його діаметром 2 км та передбачуваним складом, подібним до типових залізних метеоритів, він обчислив масу 3 × 1010 тонн і ринкову вартість 8 трильйонів доларів за цінами 1996 року для його заліза й нікелю, ще 6 трильйонів доларів для кобальту та 6 трильйонів доларів для платиноїдів:112. (Звичайно, ці числові значення не слід сприймати надто серйозно через великий вплив на ринкові ціни, який неминуче мала б така велика кількість матеріалів, особливо дорогоцінних. Вони лише ілюструють, що економічні вигоди від видобутку таких ресурсів, ймовірно, значно перевищуватимуть витрати.)
Загалом, як і попередні космічні ентузіасти, такі як Джерард О'Нілл із Принстона, Льюїс відповідає на обмеження розвитку людства на Землі детальними планами, щоб забезпечити спочатку доступ із Землі до космічних ресурсів, а потім — колонізацію всієї Сонячної системи. У цьому світлі він стверджує, що «дефіцит ресурсів — це не факт; це ілюзія, породжена невіглаством»:255. Він стверджує, що колонії, побудовані лише за допомогою природних ресурсів поясу астероїдів, у тому числі безмежної космічної сонячної енергії, можуть зрештою підтримувати величезну цивілізацію «кілька десятків квадрильйонів людей»:199 (в мільйони разів більше за теперішнє населення Землі).